# Roemeens voetbalelftal (vrouwen)

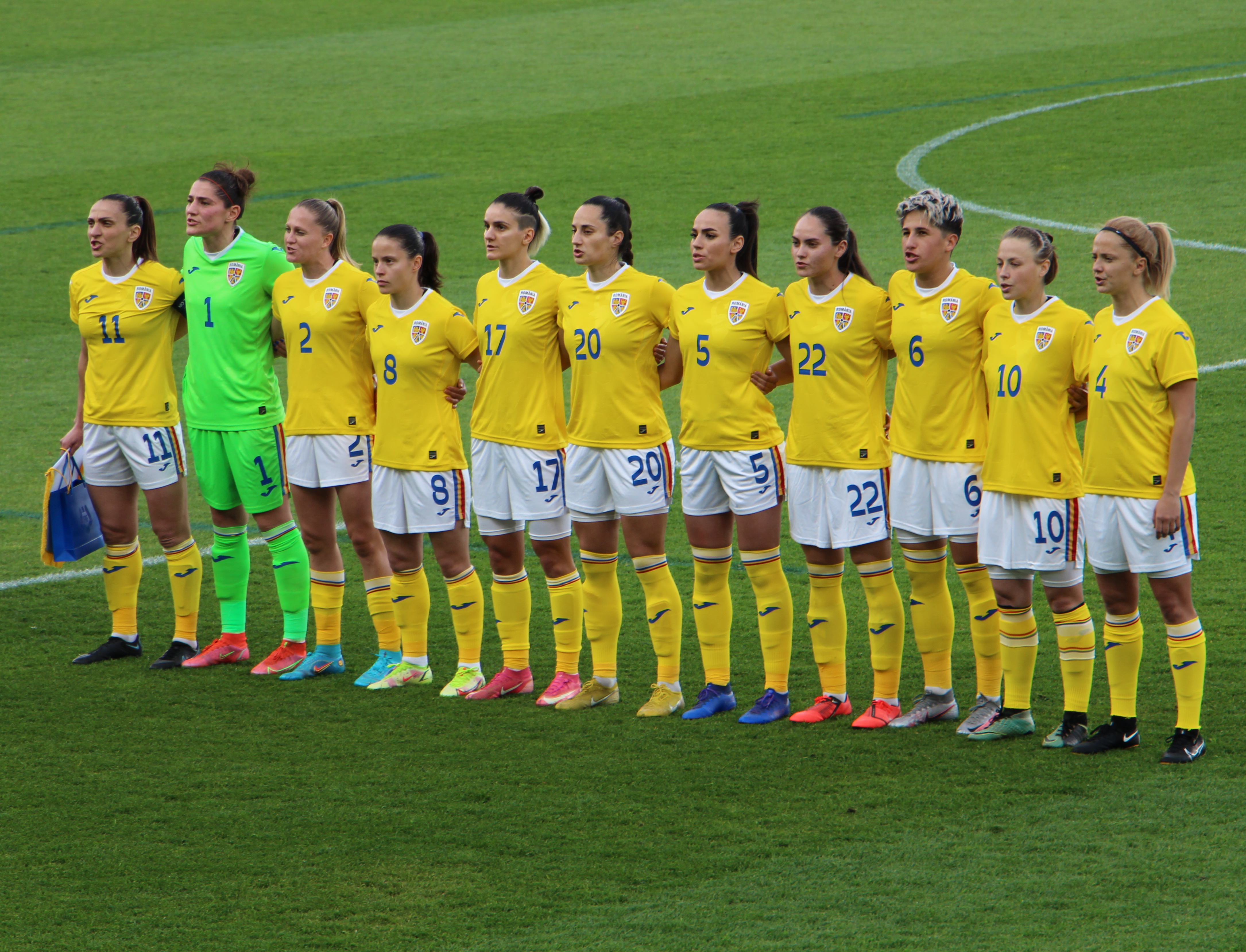
Roemeens voetbalelftal

Het Roemeense vrouwenvoetbalelftal is een voetbalteam dat uitkomt voor Roemenië bij internationale wedstrijden, zoals het EK voetbal vrouwen.

## Prestaties op eindrondes
| Jaar   | Ronde               | WG                  | W                   | G                   | V                   | DV                  | DT                  |
| ------ | ------------------- | ------------------- | ------------------- | ------------------- | ------------------- | ------------------- | ------------------- |
| 1984   | Niet deelgenomen    | Niet deelgenomen    | Niet deelgenomen    | Niet deelgenomen    | Niet deelgenomen    | Niet deelgenomen    | Niet deelgenomen    |
| 1987   | Niet deelgenomen    | Niet deelgenomen    | Niet deelgenomen    | Niet deelgenomen    | Niet deelgenomen    | Niet deelgenomen    | Niet deelgenomen    |
| 1989   | Niet deelgenomen    | Niet deelgenomen    | Niet deelgenomen    | Niet deelgenomen    | Niet deelgenomen    | Niet deelgenomen    | Niet deelgenomen    |
| 1991   | Niet deelgenomen    | Niet deelgenomen    | Niet deelgenomen    | Niet deelgenomen    | Niet deelgenomen    | Niet deelgenomen    | Niet deelgenomen    |
| 1993   | Niet gekwalificeerd | Niet gekwalificeerd | Niet gekwalificeerd | Niet gekwalificeerd | Niet gekwalificeerd | Niet gekwalificeerd | Niet gekwalificeerd |
| 1995   | Niet gekwalificeerd | Niet gekwalificeerd | Niet gekwalificeerd | Niet gekwalificeerd | Niet gekwalificeerd | Niet gekwalificeerd | Niet gekwalificeerd |
| 1997   | Niet gekwalificeerd | Niet gekwalificeerd | Niet gekwalificeerd | Niet gekwalificeerd | Niet gekwalificeerd | Niet gekwalificeerd | Niet gekwalificeerd |
| 2001   | Niet gekwalificeerd | Niet gekwalificeerd | Niet gekwalificeerd | Niet gekwalificeerd | Niet gekwalificeerd | Niet gekwalificeerd | Niet gekwalificeerd |
| 2005   | Niet gekwalificeerd | Niet gekwalificeerd | Niet gekwalificeerd | Niet gekwalificeerd | Niet gekwalificeerd | Niet gekwalificeerd | Niet gekwalificeerd |
| 2009   | Niet gekwalificeerd | Niet gekwalificeerd | Niet gekwalificeerd | Niet gekwalificeerd | Niet gekwalificeerd | Niet gekwalificeerd | Niet gekwalificeerd |
| 2013   | Niet gekwalificeerd | Niet gekwalificeerd | Niet gekwalificeerd | Niet gekwalificeerd | Niet gekwalificeerd | Niet gekwalificeerd | Niet gekwalificeerd |
| 2017   | Niet gekwalificeerd | Niet gekwalificeerd | Niet gekwalificeerd | Niet gekwalificeerd | Niet gekwalificeerd | Niet gekwalificeerd | Niet gekwalificeerd |
| 2022   | Niet gekwalificeerd | Niet gekwalificeerd | Niet gekwalificeerd | Niet gekwalificeerd | Niet gekwalificeerd | Niet gekwalificeerd | Niet gekwalificeerd |
| Totaal | 0/13                | 0                   | 0                   | 0                   | 0                   | 0                   | 0                   |

| Jaar   | Ronde               | WG                  | W                   | G                   | V                   | DV                  | DT                  |
| ------ | ------------------- | ------------------- | ------------------- | ------------------- | ------------------- | ------------------- | ------------------- |
| 1991   | Niet gekwalificeerd | Niet gekwalificeerd | Niet gekwalificeerd | Niet gekwalificeerd | Niet gekwalificeerd | Niet gekwalificeerd | Niet gekwalificeerd |
| 1995   | Niet gekwalificeerd | Niet gekwalificeerd | Niet gekwalificeerd | Niet gekwalificeerd | Niet gekwalificeerd | Niet gekwalificeerd | Niet gekwalificeerd |
| 1999   | Niet gekwalificeerd | Niet gekwalificeerd | Niet gekwalificeerd | Niet gekwalificeerd | Niet gekwalificeerd | Niet gekwalificeerd | Niet gekwalificeerd |
| 2003   | Niet gekwalificeerd | Niet gekwalificeerd | Niet gekwalificeerd | Niet gekwalificeerd | Niet gekwalificeerd | Niet gekwalificeerd | Niet gekwalificeerd |
| 2007   | Niet gekwalificeerd | Niet gekwalificeerd | Niet gekwalificeerd | Niet gekwalificeerd | Niet gekwalificeerd | Niet gekwalificeerd | Niet gekwalificeerd |
| 2011   | Niet gekwalificeerd | Niet gekwalificeerd | Niet gekwalificeerd | Niet gekwalificeerd | Niet gekwalificeerd | Niet gekwalificeerd | Niet gekwalificeerd |
| 2015   | Niet gekwalificeerd | Niet gekwalificeerd | Niet gekwalificeerd | Niet gekwalificeerd | Niet gekwalificeerd | Niet gekwalificeerd | Niet gekwalificeerd |
| 2019   | Niet gekwalificeerd | Niet gekwalificeerd | Niet gekwalificeerd | Niet gekwalificeerd | Niet gekwalificeerd | Niet gekwalificeerd | Niet gekwalificeerd |
| / 2023 | Niet gekwalificeerd | Niet gekwalificeerd | Niet gekwalificeerd | Niet gekwalificeerd | Niet gekwalificeerd | Niet gekwalificeerd | Niet gekwalificeerd |
| Totaal | 0/9                 | 0                   | 0                   | 0                   | 0                   | 0                   | 0                   |

## Huidige selectie (2018)
| Nr.         | Naam              | Geboortedatum | Club                  |  |
| Doel        | Doel              | Doel          | Doel                  |  |
| ----------- | ----------------- | ------------- | --------------------- |  |
|             | Lavinia Boandă    | 08-03-1994    | Olimpia Cluj          |  |
|             | Andreea Părăluță  | 27-11-1994    | Atlético Madrid       |  |
|             | Camelia Ceasar    | 13-12-1997    | AC Milan              |  |
|             | Bianca Raicu      | 25-07-1999    | AC Torino             |  |
| Verdediging |                   |               |                       |  |
|             | Anne-Marie Bănuță | 26-11-1991    | AS Saint-Étienne      |  |
|             | Maria Ficzay      | 08-11-1991    | Medyk Konin           |  |
|             | Adina Giurgiu     | 17-08-1994    | Sassuolo              |  |
|             | Brigitta Goder    | 06-05-1992    | Győri ETO             |  |
|             | Teodora Meluţă    | 03-08-1999    | Olimpia Cluj          |  |
|             | Olivia Oprea      | 19-03-1987    | Sevilla               |  |
|             | Ana Maria Gorea   | 04-01-1993    | ASA Târgu Mureș       |  |
| Middenveld  |                   |               |                       |  |
|             | Ștefania Vătafu   | 12-06-1993    | RSC Anderlecht        |  |
|             | Ioana Bortan      | 23-01-1989    | Olimpia Cluj          |  |
|             | Mihaela Ciolacu   | 12-08-1998    | Olimpia Cluj          |  |
|             | Andrea Herczeg    | 13-09-1994    | Töcksfors IF          |  |
|             | Bianca Sandu      | 22-04-1992    | Diósgyőri VTK         |  |
|             | Beatrice Tărăşilă | 21-05-1997    | Olimpia Cluj          |  |
|             | Andreea Voicu     | 16-01-1996    | Olimpia Cluj          |  |
| Aanval      |                   |               |                       |  |
|             | Alexandra Lunca   | 22-08-1995    | Olimpia Cluj          |  |
|             | Cristina Carp     | 28-07-1997    | Olimpia Cluj          |  |
|             | Florentina Spânu  | 06-08-1985    | Fortuna Hjørring      |  |
|             | Georgiana Birțoiu | 22-07-1989    | WFC Rossiyanka        |  |
|             | Cosmina Dușa      | 04-03-1990    | Konak Belediyespor    |  |
|             | Laura Rus         | 01-10-1987    | Verona                |  |
|             | Isabelle Mihail   | 08-02-1999    | Kent State University |  |
| Bondscoach  |                   |               |                       |  |
|             | Mirel Albon       | 02-10-1967    |                       |  |

## FIFA-wereldranglijst
| 2003 | 2004 | 2005 | 2006 | 2007 | 2008 | 2009 | 2010 | 2011 | 2012 | 2013 | 2014 | 2015 | 2016 |
| ---- | ---- | ---- | ---- | ---- | ---- | ---- | ---- | ---- | ---- | ---- | ---- | ---- | ---- |
| 33   | 33   | 33   | 34   | 37   | 36   | 36   | 37   | 36   | 35   | 35   | 38   | 39   | 37   |